# Cantone di Brioude
Il Cantone di Brioude è una divisione amministrativa dell'Arrondissement di Brioude.
È stato costituito a seguito della riforma approvata con decreto del 17 febbraio 2014, che ha avuto attuazione dopo le elezioni dipartimentali del 2015, riunendo i disciolti cantoni di Brioude-Nord e Brioude-Sud.

## Composizione
Comprende i seguenti 12 comuni:
- Beaumont
- Bournoncle-Saint-Pierre
- Brioude
- Chaniat
- Cohade
- Fontannes
- Lamothe
- Lavaudieu
- Paulhac
- Saint-Géron
- Saint-Laurent-Chabreuges
- Vieille-Brioude